# Toninho (ur. 1977)
Antônio Bezerra Brandão (ur. 21 grudnia 1977) – brazylijski piłkarz występujący na pozycji obrońcy.

## Kariera klubowa
Od 1996 do 2012 roku występował w klubach CSA, Corinthians Alagoano, Corinthians Paulista, Juventus, Omiya Ardija, Paraná Clube, Rio Claro, Caxias, Sertãozinho, União São João, ASA, XV Novembro Piracicaba, Grêmio Barueri i Boa Esporte.